# Влада Републике Србије
Влада Републике Србије је носилац извршне власти у Републици Србији.
Владу бира Народна скупштина Републике Србије, а чине је председник владе, један или више потпредседника и министри.

## Надлежност
Према Уставу, Влада:
- утврђује и води политику
- извршава законе и друге опште акте Народне скупштине
- доноси уредбе и друге опште акте ради извршавања закона
- предлаже Народној скупштини законе и друге опште акте и даје о њима мишљење кад их поднесе други предлагач
- усмерава и усклађује рад органа државне управе и врши надзор над њиховим радом
- врши и друге послове одређене Уставом и законом

Такође, Влада је одговорна Народној скупштини за политику Републике Србије, за извршавање закона и других општих аката Народне скупштине и за рад органа државне управе.

## Историјат сазива Владе
- Влада Драгутина Зеленовића (1991)
- Влада Радомана Божовића (1991—1993)
- Влада Николе Шаиновића (1993—1994)
- Прва влада Мирка Марјановића (1994—1998)
- Друга влада Мирка Марјановића (1998—2000)
- Влада Миломира Минића (2000—2001)
- Влада Зорана Ђинђића (2001—2003)
- Влада Зорана Живковића (2003—2004)
- Прва влада Војислава Коштунице (2004—2007)
- Друга влада Војислава Коштунице (2007—2008)
- Влада Мирка Цветковића (2008—2012)
- Влада Ивице Дачића (2012—2014)
- Прва влада Александра Вучића (2014—2016)
- Друга влада Александра Вучића (2016—2017)
- Прва влада Ане Брнабић (2017—2020)
- Друга влада Ане Брнабић (2020—2022)
- Трећа влада Ане Брнабић (2022—2024)
- Влада Милоша Вучевића (2024—2025)
- Влада Ђура Мацута (2025—данас)

## Актуелни састав Владе Републике Србије
Влада Ђура Мацута је тренутна Влада Републике Србије. На њеном челу је Ђуро Мацут, нестраначка личност. Заклетву је положила 16. априла 2025. године. Заменила је Владу Милоша Вучевића.

### Састав
Влада броји укупно 31 члана: председника Владе, 30 министара (25 ресорних министара (од чега је један истовремено први потпредседник Владе, а још два су потпредседници Владе) и 5 министара без портфеља).
| Функција                                                                    | Слика            | Име и презиме                | Мандат              | Странка          | Странка                              |
| Председник Владе                                                            | Председник Владе | Председник Владе             | Председник Владе    | Председник Владе | Председник Владе                     |
| --------------------------------------------------------------------------- | ---------------- | ---------------------------- | ------------------- | ---------------- | ------------------------------------ |
| Председник Владе Републике Србије                                           |                  | Ђуро Мацут                   | од 16. априла 2025. |                  | Независан (ПЗНД)                     |
| Први потпредседник Владе                                                    |                  |                              |                     |                  |                                      |
| Први потпредседник Владе Републике Србије                                   |                  | Синиша Мали                  | од 16. априла 2025. |                  | Српска напредна странка              |
| Потпредседници Владе                                                        |                  |                              |                     |                  |                                      |
| Потпредседници Владе Републике Србије                                       |                  | Ивица Дачић                  | од 16. априла 2025. |                  | Социјалистичка партија Србије        |
| Потпредседници Владе Републике Србије                                       |                  | Адријана Месаровић           | од 16. априла 2025. |                  | Српска напредна странка              |
| Ресорни министри                                                            |                  |                              |                     |                  |                                      |
| Министар спољних послова Републике Србије                                   |                  | Марко Ђурић                  | од 16. априла 2025. |                  | Српска напредна странка              |
| Министар унутрашњих послова Републике Србије                                |                  | Ивица Дачић                  | од 16. априла 2025. |                  | Социјалистичка партија Србије        |
| Министар одбране Републике Србије                                           |                  | Братислав Гашић              | од 16. априла 2025. |                  | Српска напредна странка              |
| Министар финансија Републике Србије                                         |                  | Синиша Мали                  | од 16. априла 2025. |                  | Српска напредна странка              |
| Министарка привреде Републике Србије                                        |                  | Адријана Месаровић           | од 16. априла 2025. |                  | Српска напредна странка              |
| Министар за бригу о селу Републике Србије                                   |                  | Милан Кркобабић              | од 16. априла 2025. |                  | Партија уједињених пензионера Србије |
| Министар просвете Републике Србије                                          |                  | Дејан Вук Станковић          | од 16. априла 2025. |                  | Независан                            |
| Министарка рударства и енергетике Републике Србије                          |                  | Дубравка Ђедовић Хандановић  | од 16. априла 2025. |                  | Независна                            |
| Министар културе Републике Србије                                           |                  | Никола Селаковић             | од 16. априла 2025. |                  | Српска напредна странка              |
| Министар пољопривреде, шумарства и водопривреде Републике Србије            |                  | Драган Гламочић              | од 16. априла 2025. |                  | Независан                            |
| Министарка унутрашње и спољне трговине Републике Србије                     |                  | Јагода Лазаревић             | од 16. априла 2025. |                  | Независна                            |
| Министарка заштите животне средине Републике Србије                         |                  | Сара Павков                  | од 16. априла 2025. |                  | Српска напредна странка              |
| Министар здравља Републике Србије                                           |                  | Златибор Лончар              | од 16. априла 2025. |                  | Српска напредна странка              |
| Министар за европске интеграције Републике Србије                           |                  | Немања Старовић              | од 16. априла 2025. |                  | Српска напредна странка              |
| Министар за људска и мањинска права и друштвени дијалог Републике Србије    |                  | Демо Бериша                  | од 16. априла 2025. |                  | Независан (ПЗНД)                     |
| Министар правде Републике Србије                                            |                  | Ненад Вујић                  | од 16. априла 2025. |                  | Независан                            |
| Министарка за рад, запошљавање, борачка и социјална питања Републике Србије |                  | Милица Ђурђевић Стаменковски | од 16. априла 2025. |                  | Српска странка Заветници             |
| Министарка за бригу о породици и демографију Републике Србије               |                  | Јелена Жарић Ковачевић       | од 16. априла 2025. |                  | Српска напредна странка              |
| Министарка државне управе и локалне самоуправе Републике Србије             |                  | Снежана Пауновић             | од 16. априла 2025. |                  | Социјалистичка партија Србије        |
| Министарка грађевинарства, саобраћаја и инфраструктуре Републике Србије     |                  | Александра Софронијевић      | од 16. априла 2025. |                  | Независна                            |
| Министар туризма и омладине Републике Србије                                |                  | Хусеин Мемић                 | од 16. априла 2025. |                  | Социјалдемократска партија Србије    |
| Министар науке, технолошког развоја и иновација Републике Србије            |                  | Бела Балинт                  | од 16. априла 2025. |                  | Независан (ПЗНД)                     |
| Министар информисања и телекомуникација Републике Србије                    |                  | Борис Братина                | од 16. априла 2025. |                  | Независан (ПЗНД)                     |
| Министар за јавна улагања Републике Србије                                  |                  | Дарко Глишић                 | од 16. априла 2025. |                  | Српска напредна странка              |
| Министар спорта Републике Србије                                            |                  | Зоран Гајић                  | од 16. априла 2025. |                  | Независан                            |
| Министри без портфеља                                                       |                  |                              |                     |                  |                                      |
| Министар без портфеља Републике Србије                                      |                  | Новица Тончев                | од 16. априла 2025. |                  | Социјалистичка партија Србије        |
| Министар без портфеља Републике Србије                                      |                  | Ђорђе Милићевић              | од 16. априла 2025. |                  | Социјалистичка партија Србије        |
| Министар без портфеља Републике Србије                                      |                  | Усаме Зукорлић               | од 16. априла 2025. |                  | Странка правде и помирења            |
| Министар без портфеља Републике Србије                                      |                  | Ненад Поповић                | од 16. априла 2025. |                  | Српска народна партија               |
| Министарка без портфеља Републике Србије                                    |                  | Татјана Мацура               | од 16. априла 2025. |                  | Независна                            |